# Burton (pays de Galles)
Pour les articles homonymes, voir Burton.
Burton est une communauté du pays de Galles, au Royaume-Uni, située dans le comté du Pembrokeshire.